# Districte de Lugela
El districte de Lugela és un districte de Moçambic, situat a la província de Zambézia. Té una superfície de 6.110 kilòmetres quadrats. En 2007 comptava amb una població de 135.485 habitants. Limita al nord i nord-est amb el districte de Namarroi, al nord i a l'oest amb el districte de Milange, al sud i est amb el districte de Mocuba i a l'est amb el districte d'Ile.

## Divisió administrativa
El districte està dividit en quatre postos administrativos (Lugela, Muabanama, Munhamade i Tacuane), compostos per les següents localitats:
- Posto Administrativo de Lugela:
  - Lugela
  - Mussengane
  - Nagobo
  - Phutine
  - Taba
- Posto Administrativo de Muabanama:
  - Comone
  - M'Pemula
  - Muabanama
- Posto Administrativo de Munhamade:
  - Alto Lugela
  - Cuba
  - Mulide
  - Munhamade
  - Tenede
- Posto Administrativo de Tacuane:
  - Ebide
  - Mabu
  - Tacuane